# Coupe d'Allemagne de football 1995-1996
Navigation
Édition précédente Édition suivante
La coupe d'Allemagne de football 1995-1996 est la cinquante troisième édition de l'histoire de la compétition. La finale a lieu à l'Olympiastadion de Berlin.
Le 1. FC Kaiserslautern remporte le trophée pour la deuxième fois de son histoire. Il bat en finale le Karlsruher SC sur le score de 1 but à 0.

## Premier tour
Les résultats du premier tour
| Date           | Domicile               | Extérieur                | Score                          |
| -------------- | ---------------------- | ------------------------ | ------------------------------ |
| 15 - 08 - 1995 | TSG Pfeddersheim       | Borussia Dortmund        | 1 - 1 (a. p.) (t.a.b. 3 - 4)   |
| 22 - 08 - 1995 | Fortuna Cologne        | 1. FC Kaiserslautern     | 3 - 4 (a. p.)                  |
| 24 - 08 - 1995 | SSV Ulm 1846           | Chemnitzer FC            | 2 - 3 (a. p.)                  |
| 25 - 08 - 1995 | FV Zeulenroda          | FSV Zwickau              | 0 - 1                          |
| 25 - 08 - 1995 | Werder Brême (2)       | SpVgg Unterhaching       | 0 - 2                          |
| 25 - 08 - 1995 | SV Mettlach            | Hertha BSC Berlin        | 0 - 4                          |
| 25 - 08 - 1995 | FC 08 Homburg          | FC St. Pauli             | 2 - 1 (a. p.)                  |
| 25 - 08 - 1995 | 1. FC Nuremberg        | Hansa Rostock            | 2 - 1                          |
| 25 - 08 - 1995 | 1. FC Dynamo Dresden   | Fortuna Düsseldorf       | 1 - 3                          |
| 25 - 08 - 1995 | VfL Osnabrück          | SV Waldhof Mannheim      | 0 - 1 (a. p.)                  |
| 26 - 08 - 1995 | FSV Francfort          | FC Carl Zeiss Jena       | 1 - 3                          |
| 26 - 08 - 1995 | SpVgg Beckum           | 1. FC Cologne            | 0 - 0 (a. p.) (t.a.b. 4 - 3)   |
| 26 - 08 - 1995 | Greifswalder SC        | VfB Lübeck               | 4 - 1                          |
| 26 - 08 - 1995 | Heider SV              | SC Fribourg              | 1 - 6                          |
| 26 - 08 - 1995 | SSV Vorsfelde          | FC Schalke 04            | 0 - 5                          |
| 26 - 08 - 1995 | Rot-Weiss Essen        | Hanovre 96               | 2 - 0                          |
| 26 - 08 - 1995 | 1. FC Nuremberg        | Borussia Mönchengladbach | 0 - 3                          |
| 26 - 08 - 1995 | SC Neukirchen          | 1. FSV Mayence           | 2 - 2 (a. p.) (t.a.b.5 - 6)    |
| 26 - 08 - 1995 | 1. SC Norderstedt      | SG Wattenscheid 09       | 0 - 1                          |
| 26 - 08 - 1995 | VfB Gaggenau           | TSV 1860 Munich          | 1 - 6                          |
| 26 - 08 - 1995 | FSV Salmrohr           | VfB Leipzig              | 0 - 2                          |
| 26 - 08 - 1995 | SG Sachsen Leipzig     | VfL Bochum               | 2 - 1                          |
| 26 - 08 - 1995 | Bayern Munich          | Werder Brême             | 0 - 1                          |
| 26 - 08 - 1995 | Energie Cottbus        | SV Meppen                | 1 - 2                          |
| 26 - 08 - 1995 | Tennis Borussia Berlin | Karlsruher SC            | 1 - 2                          |
| 26 - 08 - 1995 | Arminia Bielefeld      | Hambourg SV              | 2 - 1                          |
| 26 - 08 - 1995 | MSV Duisbourg          | Bayer Leverkusen         | 0 - 2                          |
| 26 - 08 - 1995 | 1. FC Saarbrücken      | Eintracht Francfort      | 1 - 2 (a. p.)                  |
| 27 - 08 - 1995 | SV Sandhausen          | VfB Stuttgart            | 2 - 2 (a. p.) (t.a.b. 13 - 12) |
| 27 - 08 - 1995 | 1. FC Cologne (2)      | KFC Uerdingen 05         | 0 - 2                          |
| 27 - 08 - 1995 | Stuttgarter Kickers    | Bayern Munich            | 0 - 1                          |
| 06 - 09 - 1995 | 1. FC Lok Stendal      | VfL Wolfsbourg           | 0 - 0 (a. p.) (t.a.b. 4 - 3)   |

## Deuxième tour
Les résultats du deuxième tour
| Date           | Domicile             | Extérieur                | score         |
| -------------- | -------------------- | ------------------------ | ------------- |
| 18 - 09 - 1995 | Fortuna Düsseldorf   | Bayern Munich            | 3 - 1         |
| 19 - 09 - 1995 | VfB Leipzig          | FC Schalke 04            | 0 - 1         |
| 19 - 09 - 1995 | SpVgg Beckum         | SpVgg Unterhaching       | 2 - 3         |
| 19 - 09 - 1995 | Borussia Dortmund    | KFC Uerdingen 05         | 3 - 0         |
| 19 - 09 - 1995 | 1. FC Kaiserslautern | SG Wattenscheid 09       | 3 - 0         |
| 19 - 09 - 1995 | SC Fribourg          | Arminia Bielefeld        | 1 - 0         |
| 19 - 09 - 1995 | 1. FC Nuremberg      | SV Meppen                | 2 - 1         |
| 19 - 09 - 1995 | TSV 1860 Munich      | Eintracht Francfort      | 5 - 1         |
| 20 - 09 - 1995 | 1. FC Lok Stendal    | Hertha BSC Berlin        | 3 - 2 (a. p.) |
| 20 - 09 - 1995 | Greifswalder SC      | Rot-Weiss Essen          | 1 - 4         |
| 20 - 09 - 1995 | SG Sachsen Leipzig   | Karlsruher SC            | 0 - 2         |
| 20 - 09 - 1995 | SV Sandhausen        | FC 08 Homburg            | 1 - 2         |
| 20 - 09 - 1995 | FC Carl Zeiss Jena   | Chemnitzer FC            | 2 - 5         |
| 20 - 09 - 1995 | Bayer Leverkusen     | Borussia Mönchengladbach | 2 - 0         |
| 20 - 09 - 1995 | 1. FSV Mayence 05    | Werder Brême             | 2 - 3         |
| 20 - 09 - 1995 | SV Waldhof Mannheim  | FSV Zwickau              | 2 - 0         |

## Huitièmes de finale
| Date       | Club recevant        | Score                 | Club visiteur       |
| ---------- | -------------------- | --------------------- | ------------------- |
| 03/10/1995 | 1. FC Lok Stendal    | 2 - 2 a.p. t.a.b. 5-4 | SV Waldhof Mannheim |
| 03/10/1995 | FC 08 Hombourg       | 2-1                   | TSV 1860 Munich     |
| 03/10/1995 | 1. FC Nuremberg      | 3 - 2                 | Werder Brême        |
| 03/10/1995 | 1. FC Kaiserslautern | 1 -0                  | FC Schalke 04       |
| 04/10/1995 | SpVgg Unterhaching   | 2-3                   | Karlsruher SC       |
| 04/10/1995 | SC Freiburg          | 0 -1 a.p.             | Borussia Dortmund   |
| 04/10/1995 | Fortuna Düsseldorf   | 3 - 1                 | Chemnitzer FC       |
| 04/10/1995 | Rot-Weiss Essen      | 4 - 4 a.p. t.a.b. 1-4 | Bayer Leverkusen    |

## Quarts de finale
| Date       | Club recevant      | Score              | Club visiteur        |
| ---------- | ------------------ | ------------------ | -------------------- |
| 31/10/1995 | 1. FC Lok Stendal  | 0 - 0 t.a.b. 4 - 5 | Bayer Leverkusen     |
| 07/11/1995 | Fortuna Düsseldorf | 1 - 0              | 1. FC Nuremberg      |
| 07/11/1995 | FC Hombourg        | 3 - 3 t.a.b. 3 - 4 | 1. FC Kaiserslautern |
| 07/11/1995 | Borussia Dortmund  | 1 - 3              | Karlsruher SC        |

## Demi-finales
| Date       | Club recevant        | Score | Club visiteur       |
| ---------- | -------------------- | ----- | ------------------- |
| 27/02/1996 | 1. FC Kaiserslautern | 1-0   | Bayer 04 Leverkusen |
| 28/02/1996 | Karlsruher SC        | 2-0   | Fortuna Düsseldorf  |

## Finale[6]
| Entraîneur :     |
| Eckhard Krautzun |

| Entraîneur :     |
| Winfried Schäfer |

| Entraîneur :     |
| Eckhard Krautzun |

| Entraîneur :     |
| Winfried Schäfer |